# 密摺
密摺或称密疏，是指奏摺不经其他官员之手，直接上报皇帝，他人無從得知奏摺内容。中国历史上，朝臣用密疏言事，早已有之，自有文獻記載的漢代以後，密疏言事在歷朝均有各自的發展特點。唐代武則天時有告密制度。元代以前因密疏需經中書省之手，密疏不密，隨著明代廢除中書省，使得密疏言事變得可能，皇帝不再受中書宰相牵制，洪武年間即設置密疏制度，其使用貫穿整個明代。清朝政府在康熙帝时形成密摺制度，直至清朝灭亡。

## 明朝
明代文獻中密疏，也稱密奏、密疏言事、密封言事、密揭、實封、封事等，這也就是明代天子能夠不早朝，而能知天下事並治理天下的主要原因。從明初始，不同時期對密疏的書寫格式、密疏的傳遞方式與進呈渠道、密疏的處理程式、密疏言事者的資格、密疏的保密措施等方面都給予了不同程度規定，從而使明代的密疏言事經歷了初步制度化的過程。官員掌有特別的權力，讓官員互相監察，制衡這種權力，不該以告密形容之；而廠衛大多數時間，僅是反應科道及密疏的動作及執行單位，當然也擁有君權時代與所有官員相同的的特權，故不以特務看待。

## 清朝
清代的密摺制度始於康熙晚期，完備於雍正朝。康熙帝曾言：“令人密奏并非易事。偶有忽略，即为所欺。”雍正帝允許的官員如岳鍾琪才能上奏摺，繕寫時須親自為之，不可假手於人，一切聽聞皆可上報。寫畢將奏文寫在摺疊的白紙，外加上特制皮匣，皮匣的钥匙备有两份，一份交给奏摺官員，一把由皇帝保管，任何人都無法开启。官員自派親信家人送抵京城，不可擾累驛站，直達御前。並由皇帝親自批答。雍正七年（1729年），雍正帝建立軍機處以專一事權。軍機處負責密摺，皇帝特許的下級官員可直接向皇帝彈劾上級長官，密摺奏事使政令完全體現了皇帝的意志，使得君主專制、中央集權達到極限。乾隆十八年，道员中除署理布政使司或按察使司者，被取消密折奏事之权；嘉庆四年，下诏“以道員職司巡察”恢复道员密折之权。